# Forum Schwanthalerhöhe
Het Forum Schwanthalerhöhe (eigen schrijfwijze: FORUM Schwanthalerhöhe, of kortweg FSH ) is een winkelcentrum dat medio 2019 is geopend in de wijk Schwanthalerhöhe in München (ook wel Westend genoemd). Het ligt niet ver ten noordwesten van Theresienwiese. Met een verkoopoppervlakte van ongeveer 40.000 m² en 90 winkels wordt het winkelcentrum, dat op 6 juni 2019 werd geopend, beschouwd als het vierde grootste in München. Het FSH is (net als de hele wijk) vernoemd naar Ludwig von Schwanthaler, de bouwer van het nabijgelegen Bavaria-standbeeld.

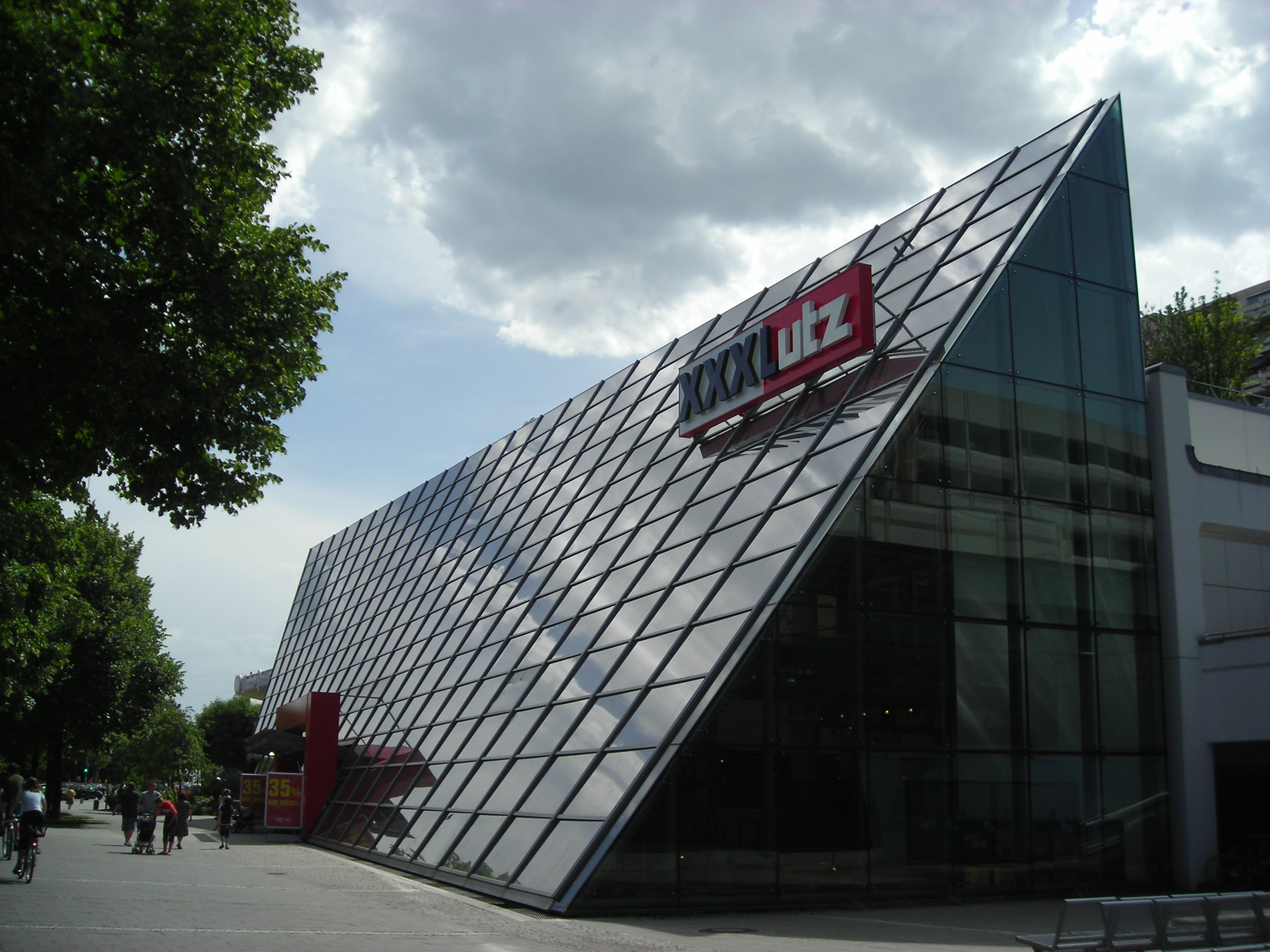
De hoofdingang van het XXXLutz-filiaal, dat in 2015 werd gesloten. Tegenwoordig is dit, na een uitgebreide renovatie, de hoofdingang van de FSH

De locatie van het huidige winkelcentrum wordt al tientallen jaren gedomineerd door grote winkelvestigingen. Het voormalige Saturn-filiaal (2019-2022) in het FSH, was de oudste in München. Op de locatie van de Edeka-supermarkt bevond zich tot 2010 een outdoorcentrum van Karstadt, en later een filiaal van speelgoedretailer Toys “R” Us. Op de plaats van het huidige centrale deel van de FSH bevond zich een meubelwinkel uit Karstadt, die in 2010 werd overgenomen door de Oostenrijkse meubelwinkelketen XXXLutz en tot 2015 geëxploiteerd was.

## Bereikbaarheid
Het Forum Schwanthalerhöhe is met het openbaar vervoer te bereiken met de U4- en U5-haltes Theresienwiese. Het dichtstbijzijnde tramstation is Holzapfelstraße op de lijnen 18 en 19, het dichtstbijzijnde S-Bahn-station is Hackerbrücke . Een betaalde ondergrondse parkeergarage met ongeveer 1000 parkeerplaatsen is 24 uur per dag toegankelijk. Het ligt ongeveer in het midden tussen de Mittlerer Ring en de Altstadtring.

## Weblinks
- Officiële website